# Tharros
Tharros bylo starobylé město ležící na západním břehu ostrova Sardinie. V současnosti je zde archeologické naleziště nacházející se poblíž vesnice San Giovanni di Sinis v provincii Oristano.

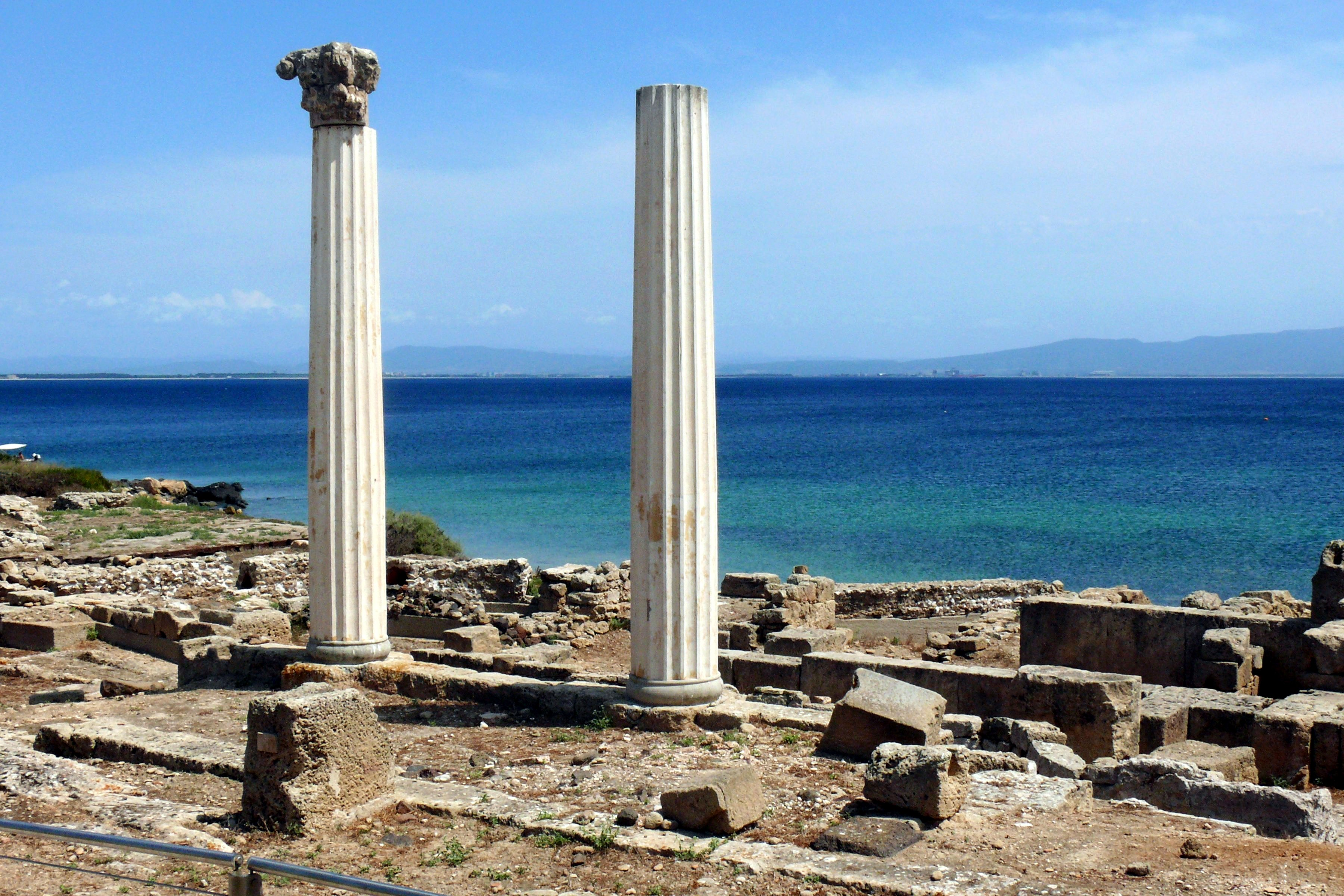
Pohled na část vykopávek s římskými sloupy.

## Historie
Tharros ve svých spisech zmiňuje již Klaudios Ptolemaios; naznačuje, že toto město v jeho době patřilo k nejvýznamnějším osídleným místům na ostrově. Archeologické výzkumy prokázaly, že sídlo založili v 8. století př. n. l. Féničané. Na zbytcích vesnice typu nuraghi vystavěli své posvátné místo pod širým nebem stejného druhu, jaký lze nalézt v několika lokalitách osídlených Féničany v západním Středomoří a považovaných za první známky kolonizace a urbanizace. Vykopávky ukázaly, že Tharros byl osídlen od 8. století př. n. l. do 10. století n. l., a to nejdříve Féničany, dále Puny a nakonec v době nadvlády Římanů. Město bylo opuštěno pod tlakem invazí saracénských nájezdníků.
Po následující staletí byly ruiny využívány jako místo poskytující stavební materiál okolním vesnicím a městům. Po celou dobu jeho existence jistě byl přítomen silný vliv domácího obyvatelstva, Sardů. Existuje psaný záznam o opravě cesty z Tharrosu do Cornu v době římského císaře Filipa ve 3. století n. l.

## Současný stav
Místo je v současnosti přístupné jako muzeum pod širým nebem; vykopávky přitom přinášejí nové detaily o jeho minulosti. Většina odhalených památek pochází z období římské říše a počátků křesťanství. Kromě posvátného místa Féničanů lze zhlédnout lázně, základy chrámu a část osídlení se zbytky domů a dílen řemeslníků. Většinu dřívějších nálezů lze spatřit v archeologických muzeích v Cagliari a v Cabrasu.